# Gabriel B. Mindlin
Gabriel B. Mindlin (Quilmes, provincia de Buenos Aires, 2 de septiembre de 1960) es un científico y profesor de física en la Universidad de Buenos Aires. Sus investigaciones se centran en los mecanismos físicos que subyacen a la producción de cantos de los pájaros cantores (passeriformes).
Su investigación ha producido modelos matemáticos e informáticos que reproducen de forma realista los cantos de varias especies de aves. Ha publicado tres libros y más de 100 artículos de investigación originales en revistas revisadas por pares y actas de congresos que han recibido más de 2400 citas.
Gabriel Mindlin se licenció en física por la Universidad de La Plata en el año 1987; doctorándose en la Universidad de Drexel en 1999. Fue miembro principal del Instituto Santa Fe (2002-2004) y recibió un premio Arthur Taylor Winfree del Centro Internacional de Física Teórica (Trieste, 2004). Además, fue elegido miembro de la Asociación Estadounidense para el Avance de la Ciencia (2010).
En el año 2023 se le otorgó el Diploma al mérito de los Premio Konex por su labor en Ciencias de la Información e Inteligencia Artificial en la última década. Se desempeña como Profesor Titular en el Departamento de Física de la Facultad de Ciencias Exactas de la Universidad de Buenos Aires, y es Investigador Superior del Consejo Nacional de Investigaciones Científicas y Tecnológicas (CONICET).

## Publicaciones Seleccionadas
- Mindlin, G. B.; Laje, R. (2005). The Physics of Birdsong. Springer. ISBN 978-3-540-25399-0.
- Mindlin, G. B.; Gardner, T. J.; Goller, F.; Suthers, R. (2003). «Experimental support for a model for birdsong production». Physical Review E 68 (4): 041908. Bibcode:2003PhRvE..68d1908M. PMID 14682974. doi:10.1103/PhysRevE.68.041908. hdl:20.500.12110/paper_1063651X_v68_n41_p419081_Mindlin.
- Laje, R.; Mindlin, G. B. (2002). «Diversity within a birdsong». Physical Review Letters 89 (28): 288102. Bibcode:2002PhRvL..89B8102L. PMID 12513182. doi:10.1103/PhysRevLett.89.288102.
- Gardner, T.; Cecchi, G.; Magnasco, M.; Laje, R.; Mindlin, G. B. (2001). «Simple motor gestures for birdsongs». Physical Review Letters 87 (20): 208101. Bibcode:2001PhRvL..87t8101G. PMID 11690514. doi:10.1103/PhysRevLett.87.208101.
- Solari, H. G.; Natiello, M. A.; Mindlin, G. B. (1996). Nonlinear Dynamics: A Two-Way Trip from Physics to Math. CRC Press. ISBN 978-0-7503-0380-4. (requiere registro).
- Mindlin, G. B.; Hou, X. J.; Solari, H. G.; Gilmore, R.; Tufillaro, N. B. (1990). «Classification of strange attractors by integers». Physical Review Letters 64 (20): 2350-2353. Bibcode:1990PhRvL..64.2350M. PMID 10041690. doi:10.1103/PhysRevLett.64.2350.